# Mirjam Björklund
Mirjam Björklund (Stockholm, 29 juli 1998) is een tennisspeelster uit Zweden. Björklund is actief in het internationale tennis sinds 2014.

## Loopbaan

### Enkelspel
Björklund debuteerde in 2014 op het ITF-toernooi van Båstad (Zweden). Zij stond in 2017 voor het eerst in een finale, op het ITF-toernooi van Knokke (België) – hier veroverde zij haar eerste titel, door Française Marie Témin te verslaan. Tot op heden(juni 2022) won zij negen ITF-titels, de meest recente in 2022 in Orlando (VS).
In 2017 speelde Björklund voor het eerst op een WTA-hoofdtoernooi, op het toernooi van Båstad. Haar beste resultaat op de WTA-toernooien is het bereiken van de kwartfinale, op het toernooi van Bogota 2022.
In mei 2022 kwam zij binnen op de top 150 van de WTA-ranglijst. Later die maand kwalificeerde zij zich voor het hoofdtoernooi van Roland Garros.

### Dubbelspel
Björklund was in het dubbelspel minder actief dan in het enkelspel. Zij debuteerde in 2014 op het ITF-toernooi van Båstad (Zweden), samen met landgenote Arezo Ghannadan. Zij stond in 2016 voor het eerst in een finale, op het ITF-toernooi van Stockholm (Zweden), samen met landgenote Brenda Njuki – zij verloren van het duo Laura-Ioana Andrei en Anna Klasen. In 2017 veroverde Björklund haar eerste titel, op het ITF-toernooi van Hammamet (Tunesië), samen met de Nederlandse Lexie Stevens, door het Italiaanse duo Beatrice Lombardo en Gaia Squarcialupi te verslaan. Tot op heden(juni 2022) won zij twee ITF-titels, de andere in 2021 in Redding (VS).
In 2017 speelde Björklund voor het eerst op een WTA-hoofdtoernooi, op het toernooi van Båstad, samen met landgenote Ida Jarlskog. Zij stond in 2021 voor het eerst in een WTA-finale, op het toernooi van Båstad, samen met de Zwitserse Leonie Küng – hier veroverde zij haar eerste titel, door het koppel Tereza Mihalíková en Kamilla Rachimova te verslaan. 

### Tennis in teamverband
In de periode 2018–2020 maakte Björklund deel uit van het Zweedse Fed Cup-team – zij vergaarde daar een winst/verlies-balans van 3–3.

## Posities op deWTA-ranglijst
Positie per einde seizoen:
| jaar | rang enkelspel | rang dubbelspel |
| ---- | -------------- | --------------- |
| 2017 | 613            | 818             |
| 2018 | 419            | 548             |
| 2019 | 320            | –               |
| 2020 | 313            | 1031            |
| 2021 | 207            | 288             |

## Palmares
| Legenda                 |
| ----------------------- |
| Grandslamtoernooi       |
| Olympische Spelen       |
| Year-End Championships  |
| Premier Mandatory       |
| Premier Five / WTA 1000 |
| Premier / WTA 500       |
| International / WTA 250 |
| Challenger / WTA 125    |

### WTA-finaleplaatsen enkelspel
geen

### WTA-finaleplaatsen vrouwendubbelspel
| nr.              | finale     | toernooi   | ondergrond | partner     | tegenstandsters                     | score            |         |
| ---------------- | ---------- | ---------- | ---------- | ----------- | ----------------------------------- | ---------------- | ------- |
| gewonnen finales |            |            |            |             |                                     |                  |         |
| 1.               | 2021-07-10 | WTA Båstad | gravel     | Leonie Küng | Tereza Mihalíková Kamilla Rachimova | 5-7, 6-3, [10-5] | details |
| verloren finales |            |            |            |             |                                     |                  |         |
| geen             |            |            |            |             |                                     |                  |         |

## Resultaten grandslamtoernooien
| Legenda | Legenda                          |
| ------- | -------------------------------- |
| g.t.    | geen toernooi gehouden           |
| l.c.    | lagere categorie                 |
| –       | niet deelgenomen                 |
| G       | uitgeschakeld in de groepsfase   |
| 1R      | uitgeschakeld in de eerste ronde |
| 2R      | uitgeschakeld in de tweede ronde |
| 3R      | uitgeschakeld in de derde ronde  |
| 4R      | uitgeschakeld in de vierde ronde |
| KF      | uitgeschakeld in de kwartfinale  |
| HF      | uitgeschakeld in de halve finale |
| F       | de finale verloren               |
| W       | het toernooi gewonnen            |
| w-v     | winst/verlies-balans             |

### Enkelspel
| toernooi        | 2022 |
| --------------- | ---- |
| Australian Open | –    |
| Roland Garros   | 1R   |
| Wimbledon       | 1R   |
| US Open         |      |